# Montesa Impala Kenya
La Montesa Impala Kenya, també coneguda simplement com a Kenya, fou un model de motocicleta de turisme fabricat per Montesa entre 1966 i 1972. Més que un model específic, es tractava d'una versió lleugera i estilitzada de la Impala, de la qual n'heretava els trets principals: motor de dos temps monocilíndric refrigerat per aire de 175 cc, bastidor de simple bressol, frens de tambor i amortidors de forquilla convencional davant i de doble efecte darrere. Els principals canvis funcionals que adoptava la Kenya envers la Impala clàssica eren les llandes de 17 polzades i el dipòsit de menor capacitat; en l'apartat estètic, a banda d'una versió (anomenada "Roja") fabricada en el tradicional color vermell, se'n fabricà una altra de color blau ("Azul"). Entre l'una i l'altra se'n produïren un total de 2.908 unitats.

## Característiques
Fitxa tècnica
| Montesa Kenya      | Montesa Kenya                                                      | Montesa Kenya |
| ------------------ | ------------------------------------------------------------------ | ------------- |
|                    | Azul i Roja                                                        |               |
| Model              | 8M                                                                 |               |
| Núm. Sèrie         | 8M0001                                                             |               |
| Anys               | 1966 - 1972                                                        |               |
| Diàmetre x Carrera | 60,9 x 60 mm                                                       |               |
| Compressió         | 8,5:1                                                              |               |
| CC                 | 174,77                                                             |               |
| CV                 | 12 a 5.500 rpm                                                     |               |
| Carburador         | Irz/Amal 22 mm                                                     |               |
| Canvi              | 4 velocitats                                                       |               |
| Velocitat màxima   | 100 km/h                                                           |               |
| Suspensió davant   | Forquilla telehidràulica                                           |               |
| Suspensió darrera  | Amortidors doble efecte                                            |               |
| Pneumàtics         | 2,75 x 17 (dv) 3 x 18 (dr)                                         |               |
| Frens              | Tambor 180 (dv i dr)                                               |               |
| Dipòsit            | Azul: Blau amb franja argentada Roja: Vermell amb franja argentada |               |